# Тюрифьорд
Тюрифьорд (норв. Tyrifjorden) — озеро в Норвегии. Расположено в фюльке Бускеруд. Является пятым по величине озером в стране.

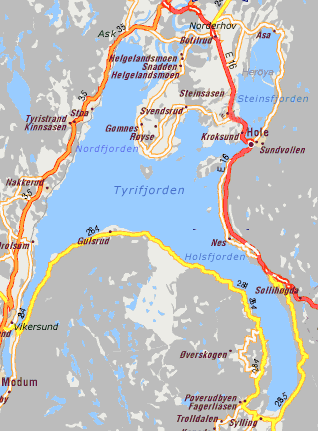
Карта Тюрифьорда

## География
Площадь 136 км², по другим данным — 137,4 км². Площадь водосборного бассейна — 9808 км² или 9952 км². Расход воды на выходе из озера — 170 м³/с. Глубина достигает 295 м, средняя глубина равна 114 м. Расположено на высоте 63 м над уровнем моря. Вытекает река Драммен. Основные притоки — реки Стурэльва и Сокна.
Крупнейшие заливы: на северо-западе — Нурфьорд, на северо-востоке — Стейнс-фьорд, на юго-востоке — Холсфьорд.

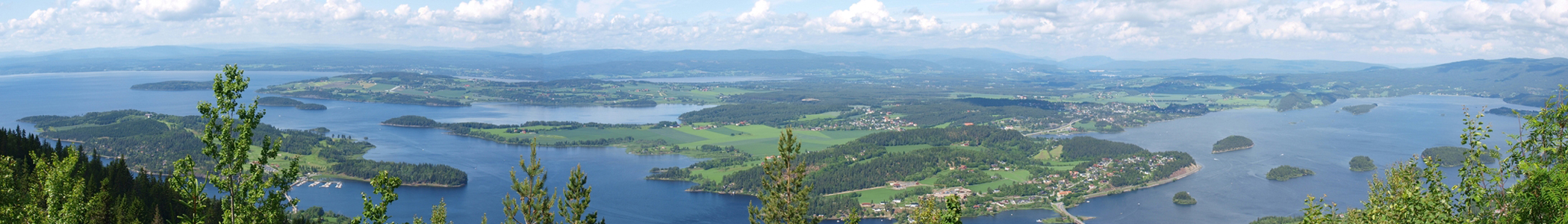
Панорама фьорда

В озере обитают форель, щука и др.виды рыбы, пригодные для ловли.